# Fachwirt für Marketing
Geprüfter Fachwirt für Marketing (bis 2015 Fachkaufmann) ist ein öffentlich-rechtlich anerkannter Abschluss auf Meisterebene, der nach einer erfolgreich absolvierten funktionsbezogenen kaufmännischen Aufstiegsfortbildung gemäß Berufsbildungsgesetz vergeben wird. Die bundeseinheitliche Prüfung erfolgt auf Grundlage der Verordnung über die Prüfung zum anerkannten Fortbildungsabschluss Geprüfter Fachwirt für Marketing und Geprüfte Fachwirtin für Marketing, die am 1. April 2015 die zuvor geltende Verordnung über die Prüfung zum anerkannten Abschluss Geprüfter Fachkaufmann für Marketing/Geprüfte Fachkauffrau für Marketing ablöste. Die Prüfung wird vor dem Prüfungsausschuss einer Industrie- und Handelskammer (IHK) abgelegt.

## Arbeitsgebiete und Aufgaben
Geprüfte Fachkaufleute für Marketing sind befähigt, Veränderungen und Chancen für das Unternehmen auf nationalen und internationalen Märkten eigenständig zu erkennen und Marketingmaßnahmen verantwortlich zu planen, beurteilen und umsetzen zu können. Dazu zählen unter anderem
- Marktinformationen beschaffen, bewerten, prognostizieren, präsentieren und moderieren
- Planen von Strategien und Projekten im nationalen und internationalen Marketing
- Projekt- und Produktmanagement: Organisieren, Koordinieren und Umsetzen von Marketingstrategien und -projekten im Unternehmen
- Controlling und Qualitätssicherung im strategischen und operativen Marketing

## Fortbildungsinhalte
- Projekt- und Produktmanagement im Marketing
- Anwendung der Marketinginstrumente
- Marktforschung und Marketingstatistik
- Rechtliche Aspekte im Marketing
- Präsentation, Moderation und fachliche Führung von Marketingprojekten

## Fortbildungsdauer
Öffentliche und private Bildungsträger bieten Lehrgänge zu den Prüfungen zwischen drei und 24 Monaten sowohl in Vollzeit als auch berufsbegleitend an; für die Zulassung zur Prüfung ist die Teilnahme an einem Lehrgang allerdings nicht verpflichtend.

## Prüfungszulassungsvoraussetzungen
Zur Prüfung vor einer Industrie- und Handelskammer kann zugelassen werden, wer
- eine mit Erfolg abgelegte Abschlussprüfung in einem dreijährigen kaufmännischen oder verwaltenden Ausbildungsberuf und danach eine mindestens zweijährige Berufspraxis oder
- eine mit Erfolg abgelegte Abschlussprüfung in einem anderen anerkannten kaufmännischen Ausbildungsberuf und eine mindestens dreijährige Berufspraxis oder
- eine mindestens fünfjährige Berufspraxis

nachweist.

## Prüfungsdurchführung und Abschluss
Die Prüfung umfasst einen schriftlichen und einen fachpraktischen Teil.
Nach erfolgreichem Abschluss aller Prüfungsteile vergibt die prüfende IHK den öffentlich-rechtlich anerkannten Abschluss Geprüfter Fachkaufmann für Marketing.